# Ordacsehi
Ordacsehi là một thị trấn thuộc hạt Somogy, Hungary. Thị trấn này có diện tích 22,56 km², dân số năm 2010 là 779 người, mật độ 35 người/km².